# Bernhard Simon (Flüchtling)
Bernhard Simon (* 30. Juli 1945 in Neurode; † 28. Oktober 1963 bei Lüchow) war ein Todesopfer an der innerdeutschen Grenze.

## Leben
Bernhard Simon lebte zusammen mit seinem Bruder Siegfried bei seiner geschiedenen Mutter in Leipzig. Sein Vater hatte die DDR schon lange verlassen und wohnte in der Bundesrepublik. Die Brüder entschlossen sich gemeinsam zur Flucht aus der DDR. Ein Grund für die Flucht war die bevorstehende Einberufung Siegfried Simons in die NVA. Sie überquerten am 28. Oktober 1963 nordwestlich von Zießau die Grenze zur Bundesrepublik. Dabei wurde Bernhard Simon durch eine Mine schwer verletzt, die ihm das rechte Bein bis zum Oberschenkel abriss. Auch in sein linkes Bein und den Unterleib waren Splitter eingedrungen. Mit Hilfe seines Bruders überwand er trotzdem die Sperranlagen. Sein Bruder ließ ihn im Wald zurück und suchte nach Hilfe. Schließlich traf er im Dorf Wirl auf Beamte des Grenzzolldienstes. Die Suche nach Bernhard Simon gestaltete sich jedoch schwierig, da sein Bruder unter Schock stand und in der Dunkelheit Orientierungsschwierigkeiten hatte. Schließlich wurde er gefunden. Er starb jedoch infolge des hohen Blutverlustes auf der Fahrt ins Krankenhaus, kurz vor Lüchow.
Am Ort des Grenzdurchbruchs erinnert ein Holzkreuz an Bernhard Simon.